# تيم آيكو
تيم آيكو (بالإنجليزية: Team Ico) هو فريق ياباني مطور لألعاب الفيديو ، تأسس عام 1997بقيادة فوميتو أويدا وهم جزأ من شركة جابان ستوديو للإنتاج الفني، تيم آيكو طور وعمل على العاب فيديو مثل شادو أوف ذا كولوسس وآيكو وتم تطوير هذه الألعاب من أجل جهاز بلاي ستيشن.
من أشهر ألعابه : آيكو ، شادو أوف ذا كولوسس

## الألعاب
| عنوان اللعبة                                | الإصدار | الأجهزة      |
| ------------------------------------------- | ------- | ------------ |
| آيكو                                        | 2001    | بلاي ستيشن 2 |
| شادو أوف ذا كولوسس                          | 2005    | بلاي ستيشن 2 |
| The Ico & Shadow of the Colossus Collection | 2011    | بلاي ستيشن 3 |
| آخر الحماة                                  | 2012    | بلاي ستيشن 3 |